# الگزندر اسکوربی
الگزندر اسکوربی (انگلیسی: Alexander Scourby؛ ۱۳ نوامبر ۱۹۱۳ – ۲۲ فوریهٔ ۱۹۸۵) بازیگر سینما و تلویزیون و صداپیشهٔ اهل کشور ایالات متحده آمریکا بود.

## قسمتی از فیلمشناسی
- عیسی -۱۹۷۹
- ماهیگیر بزرگ - ۱۹۵۹
- غول -۱۹۵۶
- خون‌بها! -۱۹۵۶
- جام نقره -۱۹۵۴
- تعقیب بزرگ -۱۹۵۳